# Slovenská extraliga ledního hokeje 2001/2002
Sezóna 2001/2002 byla 9. ročníkem Slovnaft extraligy. Vítězem se stal tým HC Slovan Bratislava.

## Konečná tabulka základní části
| Poř | Tým                      | Z  | V  | VP | R | PP | P  | VG  | IG  | B  |
| --- | ------------------------ | -- | -- | -- | - | -- | -- | --- | --- | -- |
| 1.  | HKm Zvolen               | 54 | 30 | 3  | 6 | 4  | 11 | 201 | 121 | 76 |
| 2.  | HC Slovan Bratislava     | 54 | 27 | 4  | 8 | 2  | 13 | 160 | 113 | 72 |
| 3.  | HC Košice                | 54 | 25 | 5  | 6 | 5  | 13 | 183 | 133 | 71 |
| 4.  | HK Aquacity ŠKP Poprad   | 54 | 21 | 6  | 8 | 3  | 16 | 139 | 142 | 65 |
| 5.  | HK Dukla Trenčín         | 54 | 22 | 5  | 6 | 1  | 20 | 169 | 146 | 61 |
| 6.  | HK 36 Skalica            | 54 | 20 | 4  | 7 | 2  | 21 | 153 | 136 | 57 |
| 7.  | MHk 32 Liptovský Mikuláš | 54 | 17 | 3  | 6 | 3  | 25 | 144 | 168 | 49 |
| 8.  | MsHK Žilina              | 54 | 16 | 3  | 4 | 6  | 25 | 119 | 158 | 48 |
| 9.  | MHC Martin               | 54 | 12 | 3  | 7 | 4  | 28 | 130 | 193 | 41 |
| 10. | HC Nitra                 | 54 | 12 | 0  | 6 | 6  | 30 | 107 | 195 | 36 |

## Hráčské statistiky základní části

### Kanadské bodování
Toto je konečné pořadí hráčů podle dosažených bodů. Za jeden vstřelený gól nebo přihrávku na gól hráč získal jeden bod.
| Poř. | Hráč             | Tým                                           | Z  | G  | A  | B  | TM  | +/- |
| ---- | ---------------- | --------------------------------------------- | -- | -- | -- | -- | --- | --- |
| 1.   | Richard Šechný   | HKm Zvolen                                    | 43 | 26 | 35 | 61 | 120 | --  |
| 2.   | Miroslav Ihnačák | HC Košice                                     | 49 | 21 | 31 | 52 | 30  | --  |
| 3.   | Jaroslav Török   | HKm Zvolen                                    | 46 | 29 | 22 | 51 | 40  | --  |
| 4.   | Juraj Halaj      | MHk 32 Liptovský Mikuláš HC Slovan Bratislava | 52 | 18 | 32 | 50 | 68  | --  |
| 5.   | Arne Kroták      | HC Košice                                     | 50 | 25 | 22 | 47 | 84  | --  |
| 6.   | Lubomír Sabol    | HC Košice                                     | 53 | 21 | 26 | 47 | 22  | --  |
| 7.   | Peter Klouda     | HK Aquacity ŠKP Poprad                        | 52 | 18 | 25 | 43 | 44  | 6   |
| 8.   | Miroslav Škovíra | HC Košice                                     | 53 | 19 | 22 | 41 | 80  | 26  |
| 9.   | Martin Hujsa     | HK 36 Skalica                                 | 52 | 23 | 17 | 40 | 26  | --  |
| 10.  | Peter Junas      | HK Aquacity ŠKP Poprad                        | 54 | 15 | 25 | 40 | 39  | 2   |

## Vyřazovací boje
|  | Čtvrtfinále              | Čtvrtfinále          |                        |   | Semifinále | Semifinále |  |  | Finále | Finále |
|  |                          |                      |                        |   |            |            |  |  |        |        |
|  |                          |                      |                        |   |            |            |  |  |        |        |
|  | HK Dukla Trenčín         | 1                    |                        |   |            |            |  |  |        |        |
|  | HK Dukla Trenčín         | 1                    |                        |   |            |            |  |  |        |        |
|  | HK Aquacity ŠKP Poprad   | 4                    |                        |   |            |            |  |  |        |        |
|  | HK Aquacity ŠKP Poprad   | 4                    | HK Aquacity ŠKP Poprad | 0 |            |            |  |  |        |        |
|  |                          |                      | HK Aquacity ŠKP Poprad | 0 |            |            |  |  |        |        |
|  |                          | HKm Zvolen           | 4                      |   |            |            |  |  |        |        |
|  | HKm Zvolen               | HKm Zvolen           | 4                      | 4 |            |            |  |  |        |        |
|  | HKm Zvolen               |                      |                        | 4 |            |            |  |  |        |        |
|  | MsHK Žilina              | 0                    |                        |   |            |            |  |  |        |        |
|  | MsHK Žilina              | 0                    | HKm Zvolen             | 2 |            |            |  |  |        |        |
|  |                          |                      | HKm Zvolen             | 2 |            |            |  |  |        |        |
|  |                          | HC Slovan Bratislava | 4                      |   |            |            |  |  |        |        |
|  | HC Slovan Bratislava     | HC Slovan Bratislava | 4                      | 4 |            |            |  |  |        |        |
|  | HC Slovan Bratislava     |                      |                        | 4 |            |            |  |  |        |        |
|  | MHk 32 Liptovský Mikuláš | 3                    |                        |   |            |            |  |  |        |        |
|  | MHk 32 Liptovský Mikuláš | 3                    | HC Slovan Bratislava   | 4 |            |            |  |  |        |        |
|  |                          |                      | HC Slovan Bratislava   | 4 |            |            |  |  |        |        |
|  |                          | HC Košice            | 2                      |   |            |            |  |  |        |        |
|  | HC Košice                | HC Košice            | 2                      | 4 |            |            |  |  |        |        |
|  | HC Košice                |                      |                        | 4 |            |            |  |  |        |        |
|  | HK 36 Skalica            | 1                    |                        |   |            |            |  |  |        |        |
|  | HK 36 Skalica            | 1                    |                        |   |            |            |  |  |        |        |

## První čtvrtfinále
- HKm Zvolen – MsHK Žilina – 3 : 0 (0 : 0 , 1 : 0 , 2 : 0)
- HKm Zvolen – MsHK Žilina – 6 : 2 (1 : 1 , 4 : 0 , 1 : 1)
- MsHK Žilina – HKm Zvolen – 0 : 3 (0 : 1 , 0 : 1 , 0 : 1)
- MsHK Žilina – HKm Zvolen – 2 : 5 (0 : 1 , 1 : 1 , 1 : 3)
- Do semifinále postupuje HKm Zvolen 4 : 0 na zápasy

## Druhé čtvrtfinále
- HC Košice – HK 36 Skalica 5 : 2 (1 : 0 , 1 : 2 , 3 : 0)
- HC Košice – HK 36 Skalica 6 : 0 (2 : 0 , 2 : 0 , 2 : 0)
- HK 36 Skalica – HC Košice 5 : 1 (4 : 0 , 0 : 1 , 1 : 0)
- HK 36 Skalica – HC Košice 1 : 3 (0 : 1 , 0 : 2 , 1 : 0)
- HC Košice – HK 36 Skalica 4 : 1 (1 : 0 , 1 : 0 , 2 : 1)
- Do semifinále postupuje HC Košice 4 : 1 na zápasy

## Třetí čtvrtfinále
- HK Aquacity ŠKP Poprad – HK Dukla Trenčín – 2 : 3 PP (0 : 0 , 2 : 2 , 3 : 0 – 0 : 1)
- HK Aquacity ŠKP Poprad – HK Dukla Trenčín – 6 : 0 (1 : 0 , 4 : 0 , 1 : 0)
- HK Dukla Trenčín – HK Aquacity ŠKP Poprad – 1 : 3 (0 : 1 , 0 : 1 , 1 : 1)
- HK Dukla Trenčín – HK Aquacity ŠKP Poprad – 2 : 3 PP (1 : 0 , 1 : 2 , 0 : 0 – 0 : 1)
- HK Aquacity ŠKP Poprad – HK Dukla Trenčín – 3 : 2 (0 : 1 , 2 : 1 , 1 : 0)
- Do semifinále postupuje HK Aquacity ŠKP Poprad 4 : 1 na zápasy

## Čtvrté čtvrtfinále
- HC Slovan Bratislava – MHk 32 Liptovský Mikuláš – 4 : 2 (1 : 1 , 3 : 0 , 0 : 1)
- HC Slovan Bratislava – MHk 32 Liptovský Mikuláš – 3 : 4 PP (1 : 1 , 1 : 1 , 1 : 1 – 0 : 1)
- MHk 32 Liptovský Mikuláš – HC Slovan Bratislava – 1 : 2 (0 : 0 , 1 : 1 , 0 : 1)
- MHk 32 Liptovský Mikuláš – HC Slovan Bratislava – 3 : 2 PP (0 : 2 , 1 : 0 , 1 : 0 – 1 : 0)
- HC Slovan Bratislava – MHk 32 Liptovský Mikuláš – 5 : 2 (0 : 0 , 4 : 1 , 1 : 1)
- MHk 32 Liptovský Mikuláš – HC Slovan Bratislava – 4 : 1 (2 : 1 , 2 : 0 , 0 : 0)
- HC Slovan Bratislava – MHk 32 Liptovský Mikuláš – 7 : 1 (4 : 1 , 3 : 0 , 0 : 0)
- Do semifinále postupuje HC Slovan Bratislava 4 : 3 na zápasy

## První semifinále
- HKm Zvolen – HK Aquacity ŠKP Poprad – 5 : 2 (3 : 1 , 1 : 1 , 1 : 0)
- HKm Zvolen – HK Aquacity ŠKP Poprad – 6 : 1 (1 : 0 , 1 : 1 , 4 : 0)
- HK Aquacity ŠKP Poprad – HKm Zvolen – 1 : 3 (0 : 0 , 1 : 1 , 0 : 2)
- HK Aquacity ŠKP Poprad – HKm Zvolen – 1 : 4 (1 : 2 , 0 : 2 , 0 : 0)
- Do finále postupuje HKm Zvolen 4 : 0 na zápasy

## Druhé semifinále
- HC Slovan Bratislava – HC Košice 2 : 1 (0 : 1 , 2 : 0 , 0 : 0)
- HC Slovan Bratislava – HC Košice 4 : 2 (1 : 1 , 2 : 1 , 1 : 0)
- HC Košice – HC Slovan Bratislava 4 : 2 (1 : 0 , 2 : 0 , 1 : 2)
- HC Košice – HC Slovan Bratislava 2 : 1 (1 : 0 , 0 : 1 , 1 : 0)
- HC Slovan Bratislava – HC Košice 4 : 3 PP (1 : 0 , 2 : 2 , 0 : 1 – 1 : 0)
- HC Košice – HC Slovan Bratislava 1 : 5 (0 : 1 , 0 : 1 , 1 : 3)
- Do finále postupuje HC Slovan Bratislava 4 : 2 na zápasy

## Finále
| Utkání   | Finalista            |      | Finalista            | Výsledek                        |
| -------- | -------------------- | ---- | -------------------- | ------------------------------- |
| 1.utkání | HKm Zvolen           | ---- | HC Slovan Bratislava | 3 : 4 (2 : 1 , 0 : 2 , 1 : 1)   |
| 2.utkání | HKm Zvolen           | ---- | HC Slovan Bratislava | 3 : 6 (1 : 1 , 1 : 2 , 1 : 3)   |
| 3.utkání | HC Slovan Bratislava | ---- | HKm Zvolen           | 1 : 3 (0 : 0 , 1 : 2 , 0 : 1)   |
| 4.utkání | HC Slovan Bratislava | ---- | HKm Zvolen           | 3 : 2 PP (0 : 1 , 1 : 0 – 1 : 0 |
| 5.utkání | HKm Zvolen           | ---- | HC Slovan Bratislava | 8 : 1 (4 : 0 , 1 : 1 , 3 : 0)   |
| 6.utkání | HC Slovan Bratislava | ---- | HKm Zvolen           | 4 : 1 (1 : 1 , 3 : 0 , 0 : 0)   |

## All-Star-Team
| Pozice  | Jméno              | Tým                    |
| ------- | ------------------ | ---------------------- |
| Brankář | Miroslav Šimonovič | HK Aquacity ŠKP Poprad |
| Obránce | Dušan Milo         | HKm Zvolen             |
| Obránce | Radoslav Hecl      | HK Dukla Trenčín       |
| Útočník | Richard Šechný     | HKm Zvolen             |
| Útočník | Jaroslav Török     | HKm Zvolen             |
| Útočník | Juraj Halaj        | HC Slovan Bratislava   |

## Baráž o extraligu
- HC Nitra (poslední celek extraligy) – HC Spišská Nová Ves (vítěz 1. ligy) 2:4 na zápasy